# Olivier Dassault
Olivier Dassault (Boulogne-Billancourt, 1 de junio de 1951-Touques, 7 de marzo de 2021) fue un político y multimillonario francés que se desempeñó como diputado en la Asamblea Nacional.

## Temprana edad y educación
Nacido en Boulogne-Billancourt, era hijo de Serge Dassault y su esposa Nicole (de soltera Raffel) y nieto de Marcel Dassault. Dassault se graduó de la École de l'air como oficial de ingeniería de combate y piloto en 1974. Entonces era un miembro de reserva de la Fuerza Aérea Francesa.

## Carrera profesional
En junio de 2002, fue elegido diputado para la primera circunscripción de Oise, postulándose a la candidatura de la Unión por un Movimiento Popular (UMP). Fue reelegido en 2007.
Vástago de la familia fundadora de la empresa de ingeniería aeroespacial Dassault Group, trabajó en varios puestos dentro de la empresa familiar. Fue presidente de Dassault Communications, presidente del consejo de administración de la editorial francesa Valmonde (una antigua propiedad familiar), miembro del consejo del periódico financiero francés Journal des Finances y administrador de la filial de Dassault, Socpresse.
En el momento de su muerte en marzo de 2021, su patrimonio neto se estimaba en US $ 7300 millones.
Se graduó en 1974 de la Academia de la Fuerza Aérea (École de l'air) y tenía una maestría en matemáticas (1976) y un doctorado en informática de gestión empresarial (1980). Durante su vida, cultivó la pasión por la fotografía y publicó varios libros de sus fotografías. Dassault también fue compositor y músico, y contribuyó con las bandas sonoras de varias películas a finales de los setenta y principios de los ochenta.

### Récords de velocidad
Habiéndose calificado como piloto IFR profesional en 1975, estableció varios récords mundiales de velocidad:
- 1977: Nueva York a París en un Dassault Falcon 50.
- 1987: Nueva Orleans a París en un Dassault Falcon 900 (ambos junto con Hervé Le Prince-Ringuet).
- 1996: París a Abu Dhabi en un Falcon 900 EX.
- 1996: París a Singapur en un Falcon 900 EX .(ambos junto con Guy Mitaux-Maurouard y Patrick Experton).

## Fallecimiento
Dassault falleció el 7 de marzo de 2021 cuando el helicóptero Eurocopter AS350 Écureuil en el que se encontraba se estrelló en Touques, en el noroeste de Francia. Tenía 69 años. El piloto, la única otra persona a bordo, también murió.